# Винниківський замок
Винниківський замок — колишній замок у місті Винники Львівської області. Розташований  у центрі міста. Тепер територія Львівської тютюнової фабрики.

## Історія
XIII ст. — дерев'яний замок. XVII ст. — XVIII ст. — кам'яний замок з поділом на верхній і нижній двір.
1756 р. (липень) — 15 жовтня 1776 р. — у приміщенні замку знаходився монастир піарів (наглядач Самуель Ґловінський).
У 1779 році в приміщення Винниківського замку (у той час вже монастиря) була переведена Львівська тютюнова фабрика.
На карті Винників XVIII ст. чітко видно контури замку та насипні вали. Про військове значення споруди свідчать також знайдені 1782 р. дві залізних гармати, а в 1990 р. — чавунні ядра від фальконета. Рештки замкових споруд вивчались та були задокументовані у 1930-х роках під час реставраційних робіт. У 1970-х роках, під час будівництва нового корпусу фабрики були частково знищені підземні галереї, що були збудовані з каменю і цегли.